# Bettina Surber
Bettina Surber (* 1981) ist eine Schweizer Politikerin (SP). Seit 1. Mai 2024 ist sie Mitglied der St. Galler Kantonsregierung.

## Ausbildung und Wirken
Surber schloss 2000 ihre Maturität an der Kantonsschule am Burggraben in St. Gallen ab. 2008 erreichte sie das Lizenziat der Rechtswissenschaft an der Universität Zürich, seit 2010 ist sie im Besitz eines Anwaltspatents. Sie ist in derselben Anwaltskanzlei tätig wie der langjährige St. Galler SP-Politiker und Ständerat Paul Rechsteiner. Surber sass von 2006 bis 2012 im Stadtparlament in St. Gallen, seit Juni 2012 vertrat sie den Hauptstadt-Wahlkreis im St. Galler Kantonsrat. Am 14. April 2024 wurde Surber im zweiten Wahlgang in den Regierungsrat des Kantons St. Gallen gewählt.